# Вторгнення в ефір

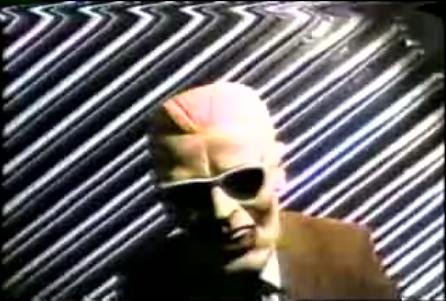
Скриншот з «інциденту Макса Гедрума»

Вторгнення в ефір — термін, що позначає захоплення прямого ефіру радіо- і телемовлення. Більшість вторгнень відбуваються під час трансляції місцевих теле- і радіоканалів, а також на платних кабельних каналах і в національних телевізійних мережах шляхом передачі сигналу більшої потужності, який заглушає передається ефірний.
Незважаючи на те, що вторгнення в прямий ефір місцевого, а також кабельного і супутникового телемовлення постійно обговорюються у ЗМІ, найчастіше жертвами злому стають, як правило, місцеві радіостанції, оскільки багато з них просто ретранслюють сигнал, отриманий від іншого радіопередавача. Для цього необхідний ЧС-передавач з більш високою потужністю, який заглушає сигнал, що йде зі студії. Інші методи захоплення ефіру, які використовувалися в США, включають у себе підміну сигналу трансляції й вивід звуку безпосередньо в ефір.
Що стосується вторгнення в прямий ефір кабельного телебачення, то сигнал з'єднується операторами між окремими станціями і абонентами. Мовні корпорації постійно повідомляють про спроби втручання в їх пряму трансляцію.

## Покарання за порушення

### США
У США незаконне вторгнення в ефір вважається кримінальним злочином. Федеральною комісією зв'язку США за захоплення прямого ефіру встановлено штраф від 100 тисяч до 250 тисяч доларів США або позбавлення волі на термін до 10 років у колонії суворого режиму.

## Відомі випадки вторгнення в ефір

### Вриллон
26 листопада 1977 року у Великій Британії відбулося одне з перших вторгнень в ефір. Під час чергового випуску новин на Південному телебаченні, що ретранслює ITN, звуковий сигнал раптово зник. Через кілька секунд в ефірі прозвучало «звернення до людства від імені інопланетян». IBA заявляє, що це був перший злом телеефіру з метою розіграти глядачів.

### Інцидент Капітана Північ
27 квітня 1986 року в 12:32 в одній з околиць Нью-Йорка трансляцію кабельного телеканалу HBO було перервано текстовим повідомленням на тлі налаштувальної таблиці «Captain Midnight», де він висловлює своє невдоволення з приводу високої вартості телеканалу — 12.95 доларів у місяць. Захоплення ефіру сталось під час показу фільму «Агенти Сокіл і Сніговик» і тривало 2 хвилини, після чого показ відновився. Людина, що перервав ефір і планувала повторити захоплення на Showtime і The Movie Channel, пізніше була ідентифікована як Джон Р. МакДагл (англ. John R. MacDougall) з міста Окала, штат Флорида. МакДагл був визнаний винним і засуджений до штрафу в розмірі 5 тисяч доларів США, а також 1 року виправної колонії.

### Інцидент Макса Гедрума
Інцидент Макса Гедрума, що стався 22 листопада 1987 року в Чикаго, став найвідомішим випадком вторгнення в ефір. Новина про цей інцидент обговорювалась всі центральними газетами, радіостанціями й телеканалами.
Першою жертвою став телеканал WGN: у 9:14 за місцевим часом трансляцію спортивних новин було перервано. Екран потемнів на 10 секунд, а протягом наступних 10 секунд було показано відео з невідомою людиною в масці Макса Гедрума в окулярах на тлі стін з гофрованого заліза. Після вторгнення ведучий висловив своє здивування: «Що це було?».
У 23:15 вторгнення повторилося на телеканалі WTTW під час показу серіалу «Доктор Хто», однак цього разу якість звуку було вище, а відео тривало 90 секунд. На відео зламувач сміється, співає, говорить безглуздий набір фраз, демонструє середній палець і двічі кидає в камеру банку з кока-колою. У кінці відео з'являється жінка, яка б'є невідомого по оголених сідницях мухобійкою.
Зловмисника не було знайдено. Імовірно, він є співробітником телекомпанії, бо захоплення ефіру вимагає дорогого устаткування і технічних знань про роботу телебачення.

## Інші захоплення телеефіру
У вересні 1987 жертвою захоплення ефіру став еротичний канал Playboy TV: під час трансляції на каналі з'явився текст, що закликає всіх громадян перестати дивитися канал, покаятися і вірити в Ісуса Христа. Зламувачем виявився Томас Гейні, співробітник телекомпанії CBN.
У вересні 1985 року в Польщі, у місті Торунь четверо студентів університету Миколи Коперника, вторглися в ефір польського телебачення під час трансляції серіалу «Розкажи, 07» і замінили трансляцію серіалу текстом, що закликає всіх громадян бойкотувати вибори.
У 2006 році канал Аль-Манар став жертвою противників партії Хізбалла. В ефірі було показано Саїда Насраллу на тлі вогнепальної зброї й голосове повідомлення: «Твій день настав!».
У січні 2007 року в Австралії під час трансляції серіалу «Розслідування авіакатастроф» на Seven Network звукову трансляцію несподівано перервав дивний голос, що вимовляв з американським акцентом: «Господь Ісус Христос, допоможи нам всім!» Голос повторювався протягом 6 хвилин, поки йшов серіал. Представник Seven Network стверджував, що хтось невдало пожартував. Пізніше було виявлено, що голос вирізаний з випуску новин про вантажівку з вибухівкою в засідці в Іраку.
Цього ж року 17 червня в Чехії в передачі «Panorama» на 2-му каналі чеського телебачення, який транслював вид на чеські міста, було показано ядерний вибух. Злам було організовано спільнотою «Ztohoven», що вже здійснювала подібні інциденти, але вони не були пов'язані з телебаченням.
Нерідко хакери, зламуючи ефіри кабельних каналів, запускали в нього порнографічні відео. Так, наприклад, у 2009 році в Тусоні пряма трансляція спортивного матчу на каналі KVOA була перервана уривком порнофільму «Дикі вишні 5». У 2007 році в штаті Нью-Джерсі супутниковий оператор Compast під час трансляції дитячого мультсеріалу Умілець Менні на каналі Disney випадково запустив уривок збоченого порнофільму, а за 5 років це повторилося на тому ж каналі, але в іншого супутникового оператора і під час показу мультсеріалу Ліло і Стіч.
У квітні того ж року в Гамільтоні на каналі CHCH TV під час показу ранкових новин хакери запустили гомосексуального порно. 13 квітня 2013 року на телеканалі БелМузТВ було показано спочатку один з кліпів забороненої в Білорусі групи «Ляпіс Трубецький», а потім порно-відео. Винним у цьому було визнано 28-річного відеоінженера телеканалу, він це пояснив «стресом після розставання з дівчиною». Пізніше, в серпні того ж року, він отримав 6 років колонії.
13 червня 2007 року стався інцидент в Вашингтоні. На каналі ABC протягом двох годин транслювалася загадкова фотографія невідомих чоловіка та жінки. Втім, офіційні особи каналу стверджували, що це було не вторгнення в ефір, а проблеми з рекламою Шоу Опри Вінфрі.
У лютому 2013 року у місті Грейт-Фоллз на каналі KRTV хакери запустили в ефір повідомлення про те, що повстають з могил зомбі.
31 липня 2013 року на телеканалі «Східний експрес» (мережевий партнер телеканалу Домашній у Челябінську) під час трансляції новин несподівано був запущений уривок з документального фільму Росія: Епоха Путіна [Архівовано 9 березня 2016 у Wayback Machine.]. Зламувача, режисера челябінського телеканалу Дия Лебедєва, було звільнено того ж дня.
У 1970-ті роки місцеві британські радіостанції часто піддавалися атакам радіоаматорів-хуліганів з СРСР, які переривали місцеві радіопередачі своїми, які носили назви «Радіо Кукурудза», «Зелена коза» або «Фортуна».
Після вторгнення Росії в Україну у 2022 році також мали місце випадки перехоплень ефірів російських телеканалів. Так 26 лютого хакерська група Анонімус зламала низку російських державних телеканалів (Перший канал, Росія-1, Мир, РЕН ТВ, П'ятий канал, RT, Москва 24, Росія-24 та НТВ), пустивши в ефір вірш співака Monatik про російсько-українську війну з її кадрами та українську музику. Схожий інцидент стався 6 березня 2022 року. Хакери перервали ефір телеканалів Москва-24, Першого каналу та Росії-24. Хакерами були показані кадри військових дій, взяті з незалежних джерел («Дождь», «Настоящее время»), які іноді переривалися написом: "Ми – звичайні громадяни Росії. Ми виступаємо проти війни на території України. Росія та росіяни проти війни! Ця війна розв'язана злочинним, авторитарним режимом Путіна від імені простих громадян РФ. Росіяни, виступайте проти геноциду в Україні!".
1 вересня 2022 року українські хакери подбали про те, щоб привітання від президента України Володимира Зеленського побачили на всіх російських телеканалах в окупованому Криму. Наприкінці відео звучить пісня Тіни Кароль – «Україна – це ти!». 25 серпня 2022 року з 15:00 до 22:00 херсонський телеканал ВТВ-Плюс був зламаний. В ефірі каналу транслювався марафон «Єдині новини», а також різні українські патріотичні пісні та меми.